# Rue de Tracy
La rue de Tracy est une voie du 2e arrondissement de Paris, en France.

## Situation et accès
La rue de Tracy est une voie publique située dans le 2e arrondissement de Paris. Elle débute au 127, boulevard de Sébastopol et se termine au 222, rue Saint-Denis.
Le quartier est desservi par les lignes 4, 8 et 9 à la station Strasbourg - Saint-Denis et par les lignes 3 et 4 à la station Réaumur - Sébastopol.

## Origine du nom

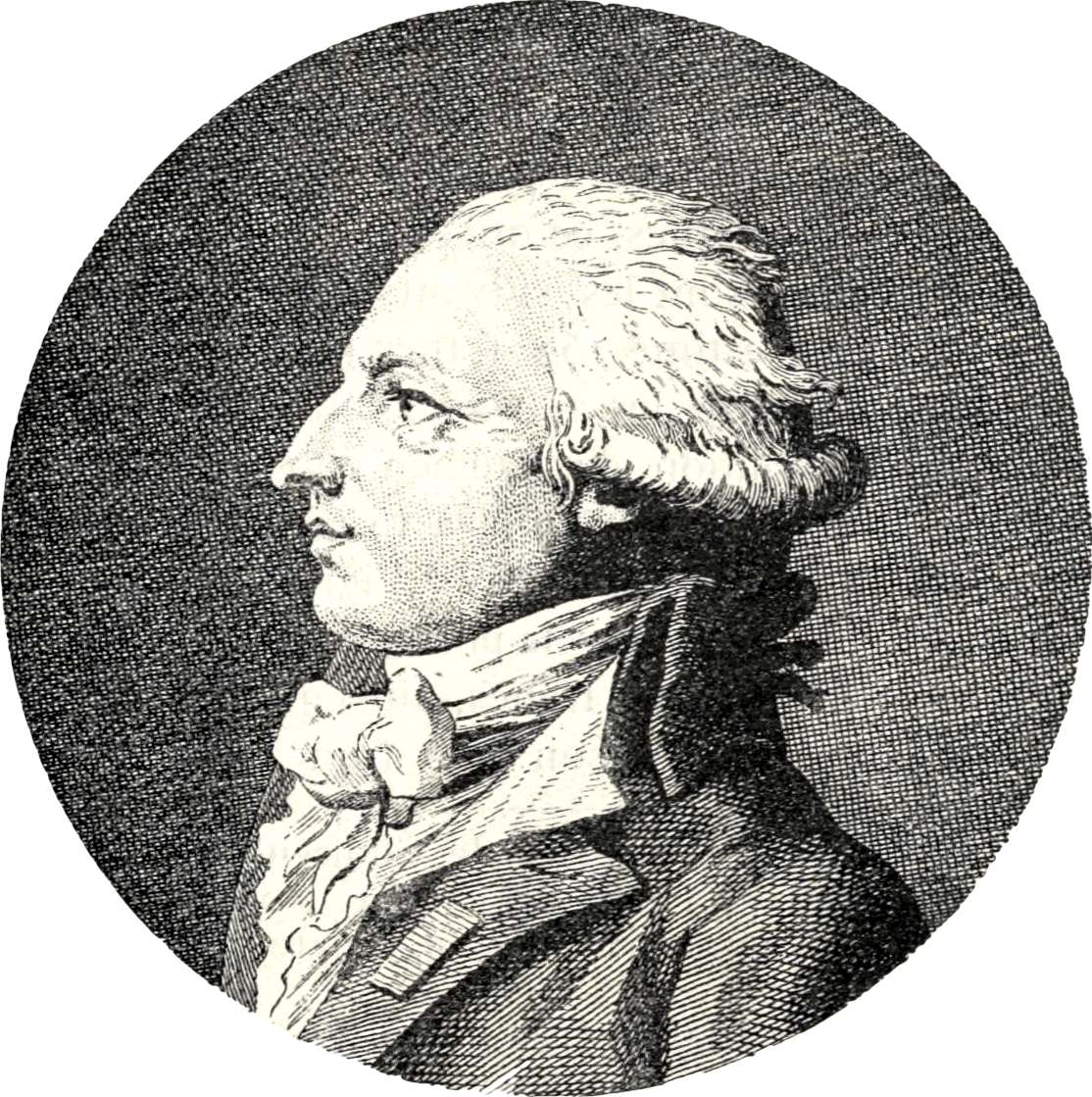
Antoine Destutt de Tracy.

Elle porte le nom d'Antoine Destutt de Tracy (1754-1836), homme politique, philosophe et général de la Révolution.

## Historique
Elle est ouverte en 1784 sur les terrains du couvent des Filles de Saint-Chaumont, sous le nom de « rue des Dames-Saint-Chaumont », et prend très rapidement le nom de « rue de Tracy ».

## Bâtiments remarquables et lieux de mémoire
- No 14 : lieu de naissance de l'historien Jules Michelet en 1798[1].

## Pour approfondir